# The Temptin' Temptations
Albums de The Temptations
The Temptations Sing Smokey
(1965) Gettin' Ready
(1966)
Singles
1. I'll Be in Trouble
Sortie : 29 avril 1964
2. Girl (Why You Wanna Make Me Blue)
Sortie : 20 août 1964
3. Since I Lost My Baby
Sortie : 1er juin 1965
4. My Baby
Sortie : 30 septembre 1965

The Temptin' Temptations est le troisième album du groupe The Temptations, sorti en novembre 1965. Il rassemble sept chansons parues sur les 45 tours du groupe en 1964-1965 et cinq chansons inédites.

## Titres

### Face 1
1. Since I Lost My Baby (Smokey Robinson, Warren « Pete » Moore) – 2:54
2. The Girl's Alright with Me (Norman Whitfield, Eddie Holland, Eddie Kendricks) – 2:54
3. Just Another Lonely Night (Ivy Jo Hunter, William « Mickey » Stevenson) – 3:03
4. My Baby (Smokey Robinson, Warren « Pete » Moore, Robert Rogers) – 3:05
5. You've Got to Earn It (Cornelius Grant, Smokey Robinson) – 2:40
6. Everybody Needs Love (Eddie Holland, Norman Whitfield) – 2:59

### Face 2
1. Girl (Why You Wanna Make Me Blue) (Eddie Holland, Norman Whitfield) – 2:22
2. Don't Look Back (Smokey Robinson, Ronnie White) – 2:55
3. I Gotta Know Now (Eddie Holland, Norman Whitfield) – 2:39
4. Born to Love You (Ivy Jo Hunter, William « Mickey » Stevenson) – 2:41
5. I'll Be in Trouble (Smokey Robinson) – 2:59
6. You're the One I Need (Smokey Robinson) – 2:23

## Musiciens
- David Ruffin : chant principal (1, 4, 10), chœurs
- Eddie Kendricks : chant principal (2, 5, 6, 7, 9, 10, 11, 12), chœurs
- Paul Williams : chant principal (3, 8), chœurs
- Melvin Franklin : chant principal (6, 11), chœurs
- Otis Williams : chœurs
- The Andantes : chœurs supplémentaires (3)
- Jimmy Ruffin : chœurs supplémentaires (10)